# Финкенбах-Герсвајлер
Финкенбах-Герсвајлер (њем. Finkenbach-Gersweiler) општина је у њемачкој савезној држави Рајна-Палатинат. Једно је од 81 општинског средишта округа Донерсберг. Према процјени из 2010. у општини је живјело 335 становника. Посједује регионалну шифру (AGS) 7333021.

## Географски и демографски подаци
Финкенбах-Герсвајлер се налази у савезној држави Рајна-Палатинат у округу Донерсберг. Општина се налази на надморској висини од 190–230 метара. Површина општине износи 7,7 km². У самом мјесту је, према процјени из 2010. године, живјело 335 становника. Просјечна густина становништва износи 43 становника/km².